# Coupe de France féminine de cyclisme sur route 2017
Cet article traite uniquement de la compétition féminine. Pour les résultats de la compétition masculine, voir Coupe de France de cyclisme sur route 2018.
Navigation
Coupe de France 2016 Coupe de France 2018
La Coupe de France féminine de cyclisme sur route 2017  est la 18e édition de la Coupe de France féminine de cyclisme sur route.

## Résultats
| Date               | Course                                      | Vainqueur          | Deuxième          | Troisième            |
| ------------------ | ------------------------------------------- | ------------------ | ----------------- | -------------------- |
| 12 mars            | Grand Prix de Chambéry                      | Annabelle Dreville | Séverine Eraud    | Ophélie Fenart       |
| 17 avril           | Prix de la Ville du Mont Pujols             | Jade Wiel          | Ophélie Fenart    | Maëlle Grossetête    |
| 30 avril - 1er mai | Tour de Gironde féminin                     | Maëlle Grossetête  | Charlotte Bravard | Coralie Demay        |
| 14 mai             | Grand Prix Fémin'Ain d'Izernore             | Marion Sicot       | Fanny Leleu       | Agua Marina Espinola |
| 21 mai             | Grand Prix de Trévé Le Menec                | Audrey Cordon      | Aude Biannic      | Ophélie Fenart       |
| 11 juin            | Prix des communes de Nogent-l'Abbesse       | Séverine Eraud     | Juliette Labous   | Coralie Demay        |
| 23 juillet         | Classic Féminine de Vienne Poitou-Charentes | Eugénie Duval      | Coralie Demay     | Annabelle Dreville   |
| 2 août             | Classique Pyrénées                          | Évita Muzic        | Edwige Pitel      | Émeline Eustache     |
| 5 et 6 août        | Tour de Charente-Maritime féminin           | Shara Gillow       | Coralie Demay     | Pauline Allin        |
| 25 août            | La Picto-Charentaise                        | Annabelle Dreville | Roxane Fournier   | Victorie Guilman     |

## Classements
|     | Coureuse           | Points |
| --- | ------------------ | ------ |
| 1re | Jade Wiel          | 1001   |
| 2e  | Évita Muzic        | 871    |
| 3e  | Marion Sicot       | 856    |
| 4e  | Maëlle Grossetête  | 824    |
| 5e  | Émeline Eustache   | 804    |
| 6e  | Ophélie Fenart     | 756    |
| 7e  | Coralie Demay      | 736    |
| 8e  | Annabelle Dreville | 645    |
| 9e  | Mélodie Lesueur    | 628    |
| 10e | Fanny Zambon       | 617    |

- Coupe de France espoirs :  Maëlle Grossetête
- Coupe de France juniors :  Jade Wiel